# Gustavo Morínigo
Gustavo Morínigo (23 de gener de 1977) és un exfutbolista paraguaià.

## Selecció del Paraguai
Va formar part de l'equip paraguaià a la Copa del Món de 2002.